# Казанін Сергій Юрійович
Сергій Юрійович Казанін (творче прізвисько Степан Казанін; нар. 19 грудня, 1974, Надим, Ямало-Ненецький АО, Російська РФСР) — актор «Студії Квартал-95», телеведучий передач «Битва українських міст» і «БУМ. Битва слов'ян», брав участь в команді КВН «Тамбовські вовки», потім був капітаном команди КВН «Тапкіни діти».

## Біографія
Народився 19 грудня 1974 року в місті Надим у Ямало-Ненецькому автономному окрузі. Батько водій, мати — інженер. Під час навчання в школі, створив команду КВК. Після школи навчався в Тамбовському інституті хімічного машинобудування на інженера-електромеханіка, грав у КВК.
«Просто на першому курсі інституту раз сімсот представився, що я — Сергій. Ніхто не запам'ятав. Я три дні терпів, а потім ляпнув, що я — Степан, і всі моментально почали мене кликати Степаном. З того часу тільки рідні називають мене Сергієм.»
На другому курсі йде на два роки в армію. Після служби він вступає до Східноукраїнського національного університету імені Володимира Даля, економіст.
З 1993 року грав у команді КВН «Тамбовські вовки» разом з Валерієм Жидковим, а потім — в команді «Тапкіни діти», де став капітаном. Брав участь в Казанській, Ханти-Мансійській, Воронезькій та Київській лігах.
У 2002 році грав у команді збірної МДУ «Незолота молодь».
Працював на тамбовському телебаченні оператором і журналістом. Творчий колектив, в якому працював Казанін, був удостоєний Тефі за проект про історію рідного краю «Регіон 68» в номінації «Краща регіональна програма».
Завдяки участі в київській лізі КВН познайомився з командою «95 квартал» і почав в ній працювати.
У 2010 році вступив на заочне відділення Луганського інституту культури та мистецтв, на режисерський факультет, разом з акторами «Студії Квартал 95» Євгеном Кошовим і Михаїлом Фаталовим та закінчив його.

## Особисте життя
Дружина з 1993 року Наталія Казаніна, син Степан Казанін (1998), син Петро Казанін (15 лютого 2010)

## Фільмографія
- 2005 — Три мушкетери — гвардієць кардинала
- 2006 — Міліцейська академія
- 2007 — Дуже новорічне кіно, або ніч у музеї — епізод
- 2009 — Як козаки… — учень коваля
- 2011 — Службовий роман. Наш час — ведучий на презентації
- 2014 — Кохання у великому місті 3 — бармен
- 2015 — Слуга народу — спічрайтер
- 2016 — 8 кращих побачень — ведучий музичного конкурсу
- 2018 — Я, ти, він, вона — поліцейський[5]

## Телебачення
- Ранкове шоу «Підйом» (ведучий)
- «Вечірній квартал» — образи: Катерина Ющенко, Наталія Вітренко, Путін, Алла Пугачова, Теща, Лукашенко, Тимошенко, Арсеній Яценюк, Остап Ступка, Леонід Черновецький, Наталя Могилевська, Олександр Мороз, Олег Ляшко, Таїсія Повалій, Ігор Плотницький…
- «Пороблено в Україні» («Інтер»)
- «Бійцівський клуб» з Денисом Манжосовим
- «Неділя з Кварталом»
- «Битва українських міст» з Валерією Ушаковою
- «Вечірній Київ»
- «Шерлок» (серіал пародія) — Місіс Хадсон
- «Васал народу» — П'єр Рошенко
- «СуперИнтуиция» (Новий канал) (брав участь разом з дружиною Наталею)
- Шоу «Вишка» замінив Євгена Кошового
- «Що? Де? Коли?» (Україна) — учасник команди знавців
- Кулінарне ранкове шоу «Смакуємо!» — провідний
- «Мульти Барбара» — озвучує свого мультиплікаційного персонажа
- «Маска» — Джміль